# Хіоніти

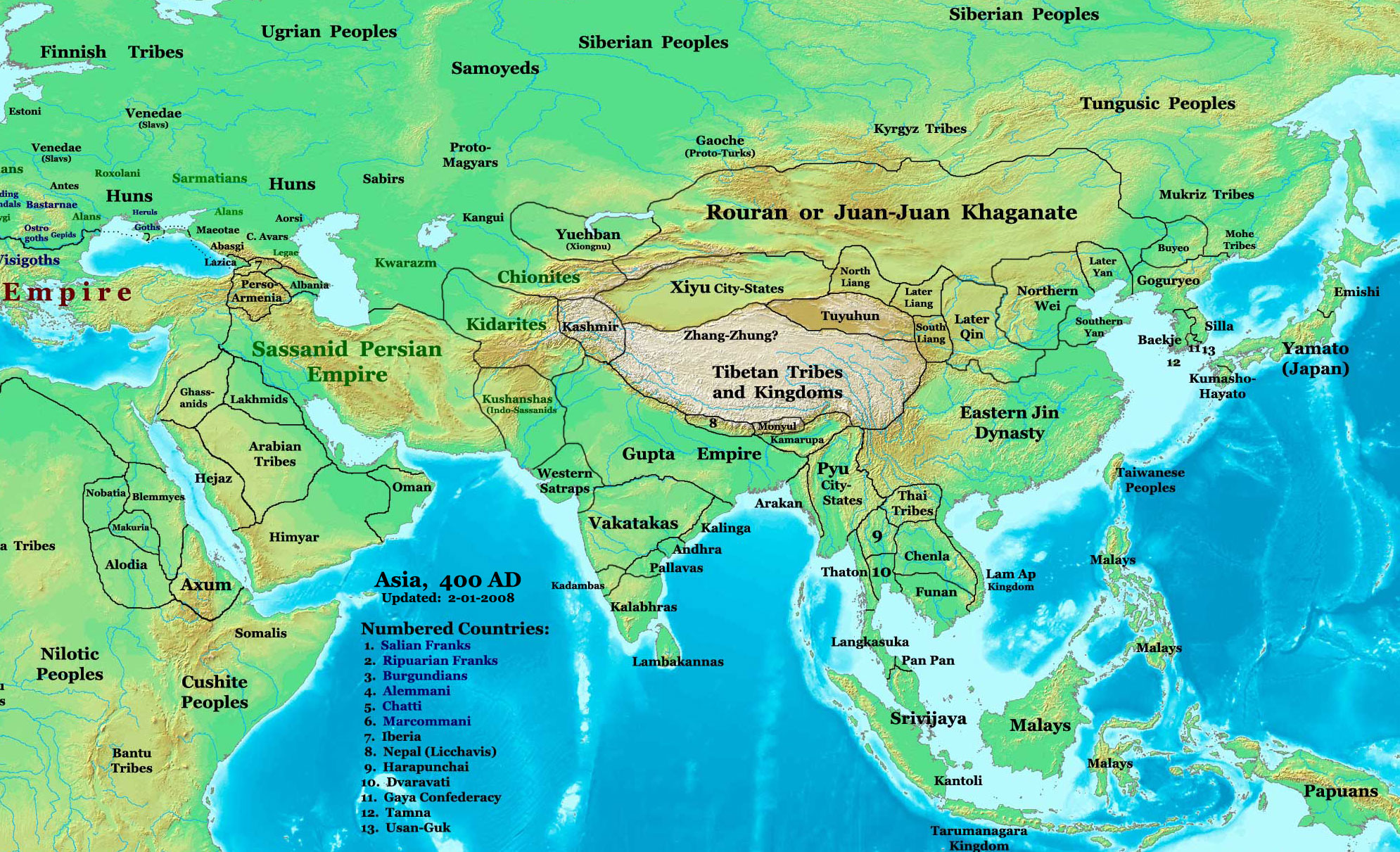
Хіоніти та їх сусіди в V ст.

Хіоніти — кочовий народ, що населяв територію Согдіани і Бактріани наприкінці античності й початку Середньовіччя.

## Назва і гіпотези походження
Припускають, що цей народ звався х'яона (згаданий в «Авесті»). За іншою теорією (К.Макартні) хіоніти або хіони є спотвореною в согдійській або середньоперсій мові назви хунну (сюнну).
До тепер точаться дискусії щодо походження хіонітів. Існують різні гіпотези. За однією (Л.Гумілев), вони є давньоіранським народом (відносять до алано-сарматських племен), за іншою були частиною державності хунну, рушивши після поразок останніх на захід. Тому припускають монгольське або тюркське походження хіонітів, або навіть спорідненість з єнісейськими народностями (Е.Пуллібленк). В розвиток цією теорії хіонітів вважаються порідненими в ефталітами та алхон-гуннами (К.Іностранцев). За однією з версій група ефталітів, відомих як уари, поєдналася з частиною хіонітів, прибувши до Європи під ім'ям аварів.
Ще одні дослідники (С.Толстов) пов'язують хіонітів з культурою болотних городищ біля Аральського моря і річки Сирдар'я або Джетиасарською культурою. Втім можливо хіоніти були сусідами останньої, а самі мешкали або співмешкали в болотних городищах Янгікент, Куюк-кала, Кескен, Дженд, Асанас. Втім населення городищ у VI ст. н. е. здебільшого мігрувало на захід і північ. З огляду на це припускають, що хіоніти були конфедерацією численних племен, що згодом поділилися. Північна частина стала основою іменьківської й турбаслинської культур Південного Уралу (Б.Муратов).
За сучасною гіпотезою (Аш-Шахбазі) припускають, що хіоніти спочатку були гуннським народом, який змішався з іранськими племенами в Трансоксіані та Бактрії, де прийняли согдійсько-бактрійську мову та культуру.

## Історія
У «Переказі про сина Зарера», хіоніти згадуються як вороги царя Віштаспи. Втім можливо вони увійшли до переліку ворогів останньої завдяки пізнішим переписувачам. Найобґрунтованішою є наступний виклад історії хіонітів. Це було велика група племен, що входила до союзу хунну. Після поразки останніх у I ст. н. е. від імперії Хань разом з іншими групами північних хунну рушили на захід, де між озерами Балхаш і Арал було засновано державу Юебань.
Ймовірно саме в цей час хіоніти (як частина племені чубань) зайняло простір біля Сирдар'ї, де нещодавно було засновано болотні городища. Разом з тим є згадки про існування 4 орд (груп) хіонітів, що охоплювали землі від Тань-Шаня до Аралу. Ними були «блакитна» або східна (в районі Тянь-Шаня, Семиріччя й Балхашу), «чорна» або північна (за Сирдар'єю), «біла» або західна, відома як ефталіти (біля Аральського моря) та «червона» або південна, знана в подальшому як кідарити й алхон-гунни (на південь від Амудар'ї). Таким чином, китайська назва держави Юебань співвідноситься зантичною назвою хіонітів.
У III ст. західні хіоніти підійшли до північносхідного кордону Сасанідської держави. У 1-й пол. IV ст., коли внаслідок внутрішніх повстань Юебань фактично розкололася, орди західнних хіонітів (ефталіти, кідарити і алхон-гунни) створити нову конфедерацію племен, яку намагалися активно розширювати.
Про хіонітів у 356 році згадує Амміан Марцеллін, вказуючи, що ті були тривалий час ворогами Персії. При цьому діяли спільно з кушанами (частиною тохарів). Наприкінці 350-х років шахиншах Шапур II переможно завершив війну на східних кордонах Персії, уклав військовий союз з хіонітами. Останні в кампанії 363 року були союзниками персів проти римського імператора Юліана II. Водночас хіоніти близько 360 року підкорили аланів між річкаи Урал і Волга.
В наступні роки в джерелах поступово зникає назва хіонітів, а застосовують назви членів конфедерації — ефталітів, алхон-гуннів та кідаритів. Саме вони до V ст. знову стають небезпечними ворогами Персії. 365 року знищують васальну перську Державу кушаншахів. Томучасто в перських джерелах змішують правителів усіх
трьох племенних груп. Втім остаточний розпад конфедерації хіонітів відбувається у 449 році після знищення східних хіонітів (Юебані) телєськими племенами. При цьому посилюється конкуренція в середині західних хіонітів, внаслідок чого кідарити, алхон-гуни й ефталіти стають суперниками. З цього часу утворення хіонітів та їх назва остаточно зникає.

## Вірування
Ймовірно серед племен хіонітів не було єдиного вірування, але більшість належало до рзновидів анімізму та шаманізму. Згодом серед знаті набуло прихильність буддизм й маніхейство.